# Aulagromyza heringii
Aulagromyza heringii är en tvåvingeart som beskrevs av Friedrich Georg Hendel 1920. Aulagromyza heringii ingår i släktet Aulagromyza och familjen minerarflugor.
Artens utbredningsområde är Polen. Arten är reproducerande i Sverige. Inga underarter finns listade i Catalogue of Life.